# Powrót do Jerozolimy
Powrót do Jerozolimy (chiń. 传回耶路撒冷运动; pinyin Chuánhuí Yēlùsālěng yùndòng) – chiński ruch chrześcijański, którego celem jest wypełnienie Wielkiego Nakazu Misyjnego, czyli zwiastowanie ewangelii zgodnie z poleceniem Jezusa Chrystusa w Ewangelii Marka 16,15, aby zanieść ewangelię na wszystkie krańce świata.

## Program
Jak twierdzą chińscy chrześcijanie, ewangelia począwszy od I wieku wyszła z Jerozolimy i wędrowała na zachód do Europy, później do Ameryki, a następnie do Azji i Chin. Wizję Powrotu do Jerozolimy chińscy chrześcijanie nazywają „Bożym powołaniem” Kościoła chińskiego do misji zakładania społeczności ludzi wierzących wśród różnych grup etnicznych we wszystkich krajach, miastach i wioskach na obszarze pomiędzy Chinami a Jerozolimą, czyli „z powrotem do Jerozolimy”. 

## Misja
Misja w tych regionach napotyka wyznawców trzech największych religii poza chrześcijaństwem: islamu, buddyzmu i hinduizmu. Jest to około 50 państw o najniższej liczbie chrześcijan na świecie - ponad 5000 plemion i grup etnicznych. Wizja Kościoła chińskiego obejmuje wysłanie 100,000 misjonarzy w celu dokończenia Wielkiego Nakazu Misyjnego. Pierwszy zespół trzydziestu dziewięciu misjonarzy wyjechał z Chin w marcu 2000 roku. Tysiące osób przygotowują się, uczą się języków arabskich i angielskiego, które wykorzystują na polu misyjnym.

## Historia
Wizja Powrotu do Jerozolimy ma swoje początki w 1920 roku u chińskich studentów w Północno-Zachodnim Instytucie Biblijnym, jednak ograniczenia rządowe i prześladowania zmusiły ruch przez dziesięciolecia zejść do podziemia, a jego lider Simon Zhao spędził 40 lat w więzieniu w Kaszgarze. Od roku 2003 najbardziej znanym międzynarodowym zwolennikiem „Powrotu do Jerozolimy” jest przebywający na emigracji lider kościoła domowego Liu Zhenying czyli Brat Yun. Wielu chrześcijańskich liderów w Chinach, takich jak Samuel Lamb (Lin Xiangao), zdystansowało się od Yuna i finansujących go zagranicznych organizacji.